# Henky
Henky Bier is een ambachtelijke brouwerij uit 's-Hertogenbosch, Nederland, opgericht in 2020 door Koen Pijnenburg. 

## Geschiedenis
Henky Bier ontstond uit een passie voor bier en het experimenteren met smaken. Koen Pijnenburg begon op kleine schaal met het brouwen van bier in een schuur in Bokhoven. Zijn hobby groeide vervolgens uit tot de oprichting van Henky Bier. 

## Doelstelling
Het doel van Henky Bier om bierdrinkers op laagdrempelige wijze kennis te laten maken met speciaalbier. De brouwerij richt zich daarbij op toegankelijke, doordrinkbare bieren, met een voorkeur voor Belgische en Duitse stijlen.

## Brouwerij en capaciteit
Henky Bier brouwt al haar bieren volledig zelfstandig in een eigen brouwerij, gevestigd in Empel ('s-Hertogenbosch). Volgens de officiële website beschikt de brouwerij over een brouwinstallatie met een batchgrootte van 10 hectoliter (1.000 liter). De vergistingscapaciteit bestaat uit drie vergistingstanks van 20 hectoliter en twee kleinere tanks van 3 hectoliter, wat voldoende ruimte biedt voor zowel grotere productievolumes als kleinschalige batches.

## Erkenning
In 2023 behaalde Henky Bier een zilveren medaille op de Dutch Beer Challenge met Heavy Henky, waarmee ze gevestigde namen zoals Hertog Jan achter zich lieten. Dit maakte Henky Bier de eerste brouwerij uit de gemeente 's-Hertogenbosch die een prijs won op deze prestigieuze wedstrijd.
In 2024 ontving Henky Bier opnieuw erkenning voor Heavy Henky, met een bronzen medaille in de categorie "Donker: Zwaar donker" op de Dutch Beer Challenge.
In 2025 viel Henky Bier opnieuw in de prijzen: ditmaal ontving Speciale Henky een bronzen medaille in de categorie "Amber Ale Pale ale/Speciale Belge".